# Чемпионат Европы по самбо 2010
Чемпионат Европы по самбо 2010 года прошёл в Минске (Белоруссия) 13-17 мая.

## Медалисты

### Мужчины
| Весовая категория | Золото                        | Серебро                     | Бронза                                                 |
| ----------------- | ----------------------------- | --------------------------- | ------------------------------------------------------ |
| до 52 кг          | Ушанги Кузанашвили · Грузия   | Толобек Бекетов · Россия    | Андрей Курлыпо · Беларусь Тигран Киракосян · Армения   |
| до 57 кг          | Антон Машкович · Беларусь     | Аймерген Аткунов · Россия   | Амиран Папинашвили · Грузия Ваган Варданян · Армения   |
| до 62 кг          | Нестор Хергиани · Грузия      | Октавиан Наку · Молдова     | Илья Хлыбов · Россия Борис Борисов · Болгария          |
| до 68 кг          | Денис Давыдов · Россия        | Леван Нахуцришвили · Грузия | Эмиль Гасанов · Азербайджан Дмитрий Базылев · Беларусь |
| до 74 кг          | Дмитрий Бабийчук · Украина    | Каха Мамулашвили · Грузия   | Степан Попов · Беларусь Илья Лебедев · Россия          |
| до 82 кг          | Алексей Степаньков · Беларусь | Михаил Полянсков · Россия   | Оскар Фернандес · Испания Сергей Балабан · Украина     |
| до 90 кг          | Альсим Черноскулов · Россия   | Давид Карбелашвили · Грузия | Андрей Казусёнок · Беларусь Сашо Евтимов · Болгария    |
| до 100 кг         | Евгений Исаев · Россия        | Евгений Сёмочкин · Беларусь | Милен Милчев · Болгария Кирилл Воловик · Украина       |
| свыше 100 кг      | Юрий Рыбак · Беларусь         | Андрей Волков · Россия      | Иван Илиев · Болгария Джабали Абдель Хаким · Франция   |

### Женщины
| Весовая категория | Золото                         | Серебро                      | Бронза                                                   |
| ----------------- | ------------------------------ | ---------------------------- | -------------------------------------------------------- |
| до 48 кг          | Полина Рубель · Россия         | Татьяна Москвина · Беларусь  | Тамара Карапетян · Украина Рузанна Саркисян · Армения    |
| до 52 кг          | Мария Остапюк · Украина        | Мария Проскура · Россия      | Мака Смилкович · Сербия Габриела Кирилова · Болгария     |
| до 56 кг          | Мариана Алиева · Россия        | Анжела Пайм · Беларусь       | Калина Степанова · Болгария Роза Делтос · Франция        |
| до 60 кг          | Катерина Прокопенко · Беларусь | Елена Сайко · Украина        | Линда Цирцени · Латвия Татьяна Жернякова · Россия        |
| до 64 кг          | Екатерина Оноприенко · Россия  | Анастасия Лешкова · Беларусь | Надежда Герасименко · Украина Валентина Карауш · Молдова |
| до 68 кг          | Ольга Усольцева · Россия       | Мариана Давыдова · Молдова   | Михаела Панаит · Румыния Мария Семенюк · Украина         |
| до 72 кг          | Светлана Галянт · Россия       | Катерина Радевич · Беларусь  | Тамара Милишич · Сербия Татьяна Савенко · Украина        |
| до 80 кг          | Мария Оряшкова · Болгария      | Анна Субботина · Россия      | Катерина Кирпиченко · Беларусь Мария Попеску · Румыния   |
| свыше 80 кг       | Юлия Борисик · Беларусь        | Анна Балашова · Россия       | Санта Пакините · Литва Ольга Давидко · Украина           |

### Боевое самбо
| Весовая категория | Золото                         | Серебро                       | Бронза                                                 |
| ----------------- | ------------------------------ | ----------------------------- | ------------------------------------------------------ |
| до 52 кг          | Амыр Бакрасов · Россия         | Сергей Чёрный · Украина       |                                                        |
| до 57 кг          | Евгений Юрченко · Россия       | Константин Табаков · Болгария | Сергей Глущенко · Украина Николай Куликевич · Беларусь |
| до 62 кг          | Михаил Паньков · Россия        | Игорь Северин · Украина       | Вадим Злобич · Беларусь Петя Пгельски · Болгария       |
| до 68 кг          | Руслан Гасанханов · Россия     | Вачик Варданян · Армения      | Веселин Иванов · Болгария Виктор Томашевич · Литва     |
| до 74 кг          | Ашот Даниелян · Армения        | Арсен Темирханов · Россия     | Риза Сейдаметов · Украина Александр Азолин · Беларусь  |
| до 82 кг          | Румен Митков · Болгария        | Александр Жуков · Россия      | Александр Туровский · Украина Иван Завтон · Молдова    |
| до 90 кг          | Каземир Младенов · Болгария    | Евгений Авдеев · Россия       | Александр Коломеец · Украина Артак Цацинян · Армения   |
| до 100 кг         | Александр Варанович · Беларусь | Максим Футин · Россия         | Матеу Петит · Франция Камен Георгиев · Болгария        |
| свыше 100 кг      | Кирилл Сидельников · Россия    | Денис Смолдарев · Эстония     | Станой Табаков · Болгария Григорий Кузьменко · Украина |